# تپه مشی
تپه مشی مربوط به دوران پیش از تاریخ ایران باستان است و در نطنز، روبروی مسجد جامع، در حریم آتشکده واقع شده و این اثر در تاریخ ۱۱ دی ۱۳۸۰ با شمارهٔ ثبت ۴۶۹۶ به‌عنوان یکی از آثار ملی ایران به ثبت رسیده است.